# Epworth (Iowa)
Epworth és una població dels Estats Units a l'estat d'Iowa. Segons el cens del 2006 tenia 1.589 habitants.

## Demografia
Segons el cens del 2000, Epworth tenia 1.428 habitants, 476 habitatges, i 364 famílies. La densitat de població era de 420,9 habitants/km².
Dels 476 habitatges en un 45% hi vivien nens de menys de 18 anys, en un 65,1% hi vivien parelles casades, en un 8,4% dones solteres, i en un 23,5% no eren unitats familiars. En el 19,7% dels habitatges hi vivien persones soles el 7,1% de les quals corresponia a persones de 65 anys o més que vivien soles. El nombre mitjà de persones vivint en cada habitatge era de 2,79 i el nombre mitjà de persones que vivien en cada família era de 3,24.
Per edats la població es repartia de la següent manera: un 28,1% tenia menys de 18 anys, un 10,2% entre 18 i 24, un 31,9% entre 25 i 44, un 19,9% de 45 a 60 i un 9,9% 65 anys o més.
L'edat mediana era de 33 anys. Per cada 100 dones de 18 o més anys hi havia 121,3 homes.
La renda mediana per habitatge era de 39.938 $ i la renda mediana per família de 47.321 $. Els homes tenien una renda mediana de 35.144 $ mentre que les dones 20.234 $. La renda per capita de la població era de 15.869 $. Entorn del 3,5% de les famílies i el 6,2% de la població estaven per davall del llindar de pobresa.

## Poblacions properes
El següent diagrama mostra les poblacions més properes.